# Iver Hvitfeldt (panserskib)
Iver Hvitfeldt var et dansk panserskib, og det fulgte tendensen i internationalt skibsdesign, med et kraftigt kanontårn på henholdsvis for- og agterdæk. Sidepanseret fulgte også tidens standard, idet det blot omfattede skibets centrale del ("citadelpansring"), mens resten var beskyttet af et hvælvet panserdæk. Selv om man gik ned i kaliber i forhold til 35,5 cm kanonen i Tordenskjold, havde den tekniske udvikling gjort kanonerne bedre. Rækkevidden for Iver Hvitfeldts 26 cm kanoner var 9.500 m mod 9.000 m i Tordenskjold, og de to kanoner kunne affyres hvert 4. minut, mens Tordenskjolds ene kanon havde 10 minutter mellem skuddene. De fire 12 cm kanoner var anbragt i udbygninger ("svalereder"), så der var skudfelt for to kanoner i alle retninger. Iver Hvitfeldt var beregnet til at medtage to 2. klasses torpedobåde (Nr 8 og 9) og de var med på togtet i 1890, men i 1894 blev tilknytningen ophævet. Skibet var opkaldt efter søhelten Iver Huitfeldt.

## Tjeneste
Iver Hvitfeldt var typisk udrustet og i eskadre hvert tredje år, sidste gang i 1907. Ved forsvarsordningen i 1909 blev skibet klassificeret som defensionsskib, hvilket indebar, at det udelukkende var beregnet til nærforsvaret af København. Under 1. verdenskrig, da de fleste af Marinens skibe var aktive i Sikringsstyrken, lå Iver Hvitfeldt i materielreserve ved Orlogsværftet og afleverede efterhånden sine lette, hurtigtskydende kanoner til andre af Marinens skibe. I 1918 blev skibet omklassificeret til reservekaserneskib, og året efter blev det solgt og ophugget.  